# Antiroman
Antiroman betegner en roman, der bevidst bryder med romangenrens almindelige karakteristika, for eksempel James Joyces Ulysses, hvis handling foregår på blot en enkelt dag og ikke som i romaner generelt over et længere tidsrum.
| Sprog og litteratur | Spire Denne artikel om litteratur er en spire som bør udbygges. Du er velkommen til at hjælpe Wikipedia ved at udvide den. |